# Житниково (Вологодская область)
Житниково — деревня в Бабушкинском районе Вологодской области.
Входит в состав Березниковского сельского поселения, с точки зрения административно-территориального деления — в Березниковский сельсовет.
Расстояние до районного центра села имени Бабушкина по автодороге составляет 82 км, до центра муниципального образования Воскресенского по прямой — 3 км. Ближайшие населённые пункты — Воскресенское, Душнево, Васильево.
По данным переписи в 2002 году постоянного населения не было.